# Trichoglottis collenetteae
Trichoglottis collenetteae là một loài thực vật có hoa trong họ Lan. Loài này được J.J.Wood, C.L.Chan & A.L.Lamb miêu tả khoa học đầu tiên năm 1993.